# Старява (Яворовский район)
Старява (укр. Старява) — село в Мостисской городской общине Яворовского района Львовской области Украины.
Население по переписи 2001 года составляло 910 человек. Занимает площадь 2,051 км². Почтовый индекс — 81313. Телефонный код — 3234.